# Kirilivka (Zaporiyia)
Kirilivka (en ucraniano: Кирилівка, romanizado: Kyrylivka; en ruso: Кирилловка, romanizado: Kirilovka) es un pueblo ucraniano perteneciente al óblast de Zaporiyia. Situado en el sur del país, forma parte del raión de Melitópol y es centro del municipio (hromada) de Kirilivka.
El asentamiento está ocupado por Rusia desde marzo de 2022 en el marco de la invasión rusa de Ucrania.

## Geografía
Kirilivka está en la costa norte del mar de Azov y en el comienzo del istmo de Fedotova, en la zona cercana a Kirilivka está el Parque Nacional de Priazovski (segundo más grande de Ucrania). El asentamiento está 44 km al sur de Yakimivka y a unos 54 km de Melitópol.

### Clima
El verano es cálido en Kirilivka (la temperatura media en julio es de 21 °C) y el invierno es moderadamente templado (la temperatura media en enero es de 6 °C). La precipitación anual es de unos 380 mm.

## Historia
El área fue colonizada por dujobores en 1805 y Kirilo Kapustin, su primer habitante, fue el que dio nombre al pueblo con el suyo propio. En 1838, la población de Kyrylivka aumentó a 130 personas. Los dujobores locales fueron deportado al Cáucaso en 1845, excepto aquellos que volvieran a la Iglesia ortodoxa rusa, y se trajeron siervos campesinos de otros pueblos de la gobernación de Táurida para reemplazarlos.
En junio de 1920, las tropas del Ejército Blanco de Yákov Slashchov desembarcaron en el área de Kirillovka pero en octubre de 1920 fue ocupado por el Ejército Rojo.
En 1926, se fundó el sanatorio Kirilivka después de la apertura de la clínica de baños de barro. A partir de ahí, Kirilivka comenzó a desarrollarse como destino turístico, de gran intensidad durante las décadas de 1960 y 1980. En este período, se construyeron campamentos, pensiones y casas de descanso.
Kirilivka estuvo ocupada por el ejército alemán en la Segunda Guerra Mundial, ente el otoño de 1941 y el 27 de octubre de 1943.
En 1968, el pueblo recibió un estatus de asentamiento de tipo urbano.
Hasta el 18 de julio de 2020, Kirilivka fue parte del raión de Yakimivka. El raión fue abolido en julio de 2020 como parte de la reforma administrativa de Ucrania, que redujo el número de raiones del óblast de Zaporiyia a cinco. El territorio del raión de Yakimivka se fusionó con el raión de Melitópol.En 2023, Kirilivka perdió el estatus de asentamiento de tipo urbano en la legislación ucraniana debido a la eliminación de este estatus administrativo.
Durante la invasión rusa de Ucrania, las tropas rusas ocupan militarmente el territorio de Kirilivka tras la toma de Melitópol. Los rusos secuestraron al alcalde Iván Maleev y lo llevaron a Melitópol y sólo liberado definitivamente el 30 de junio. Al día siguiente, las autoridades de ocupación nombraron alcaldesa de Kirilivka a Katerina Umanets, que tiene una causa penal en su contra por traición a la patria desde 2017.

## Demografía
La evolución de la población de Kirilivka entre 1979 y 2022 fue la siguiente:
| 1416                                                          | 1633 | 1481 | 3455 | 3486 | 3464 | 3416 |
| (Fuente: Cities & Towns of Ukraine y UKRAINE: Größere Städte) |      |      |      |      |      |      |

Según el censo de 2001, la lengua materna de la mayoría de los habitantes, el 86,43 %, es el ucraniano; del 13,1 % es el ruso.

## Economía
Un sanatorio balneológico, unos trescientos establecimientos de salud y 14 centros infantiles funcionan en la franja costera de 20 kilómetros. Hay un zoológico y parques de diversiones en la ciudad. Los estuarios contienen mucho barro curativo útil. En 2021, por una anormal invasión de medusas y, especialmente en 2022, por la invasión rusa de Ucrania, las temporadas de vacaciones resultaron ser económicamente fatales para el presupuesto del pueblo, cuyos principales ingresos dependían de los turistas y veraneantes.

## Infraestructura

### Arquitectura, monumentos y lugares de interés
En 2011, se inauguró el parque acuático más grande de Ucrania y un delfinario en Kirilivka.

### Transporte
Se puede llegar a Yakimivka a través de la carretera territorial Т-08-20.

## Galería

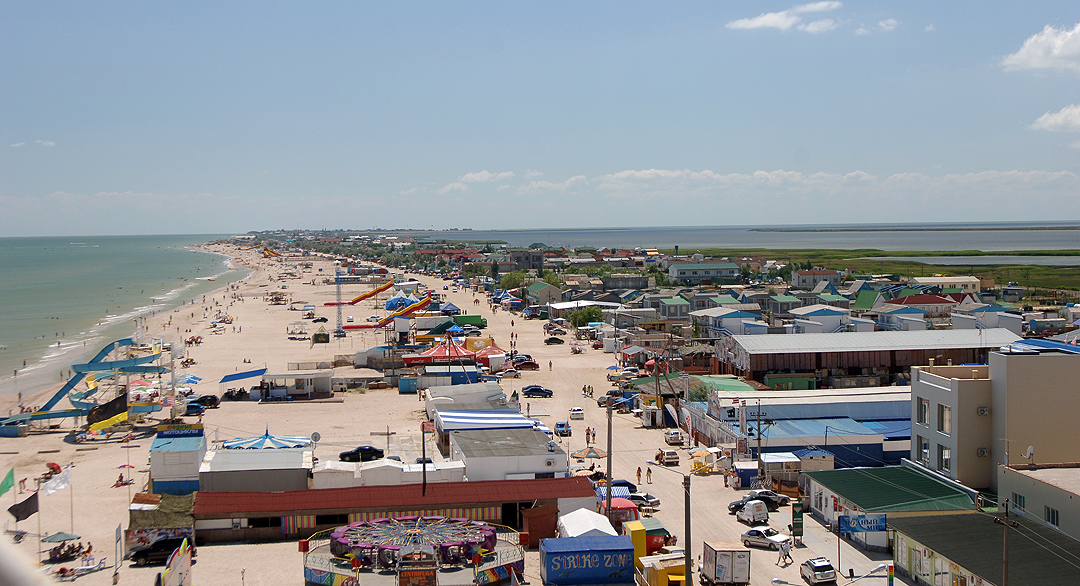
Vista aérea de la playa de Kirilivka
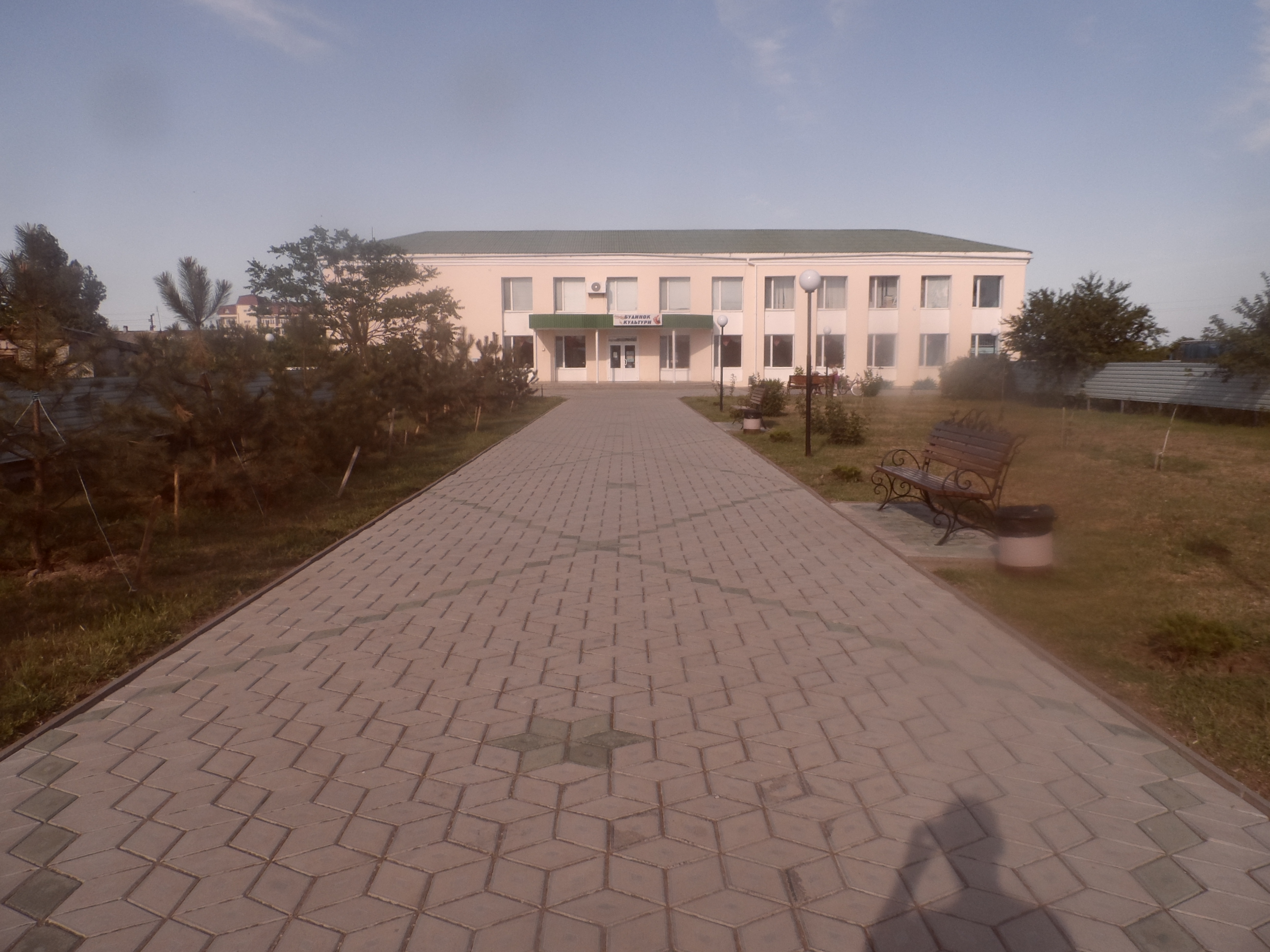
Palacio de la cultura
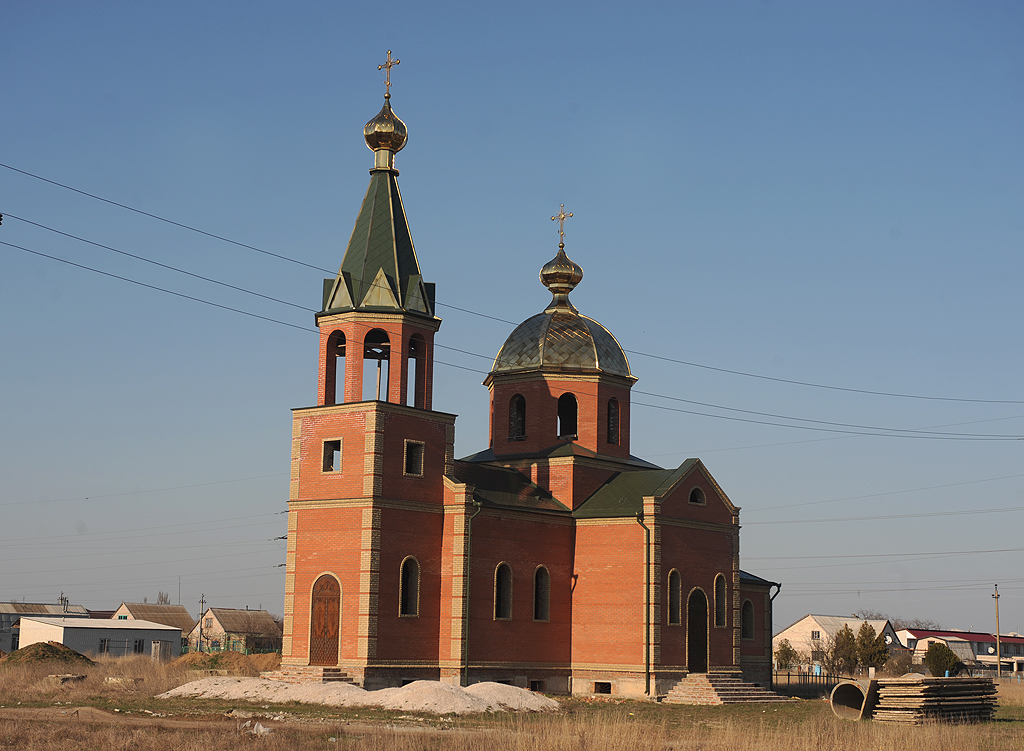
Iglesia ortodoxa de Kirilivka
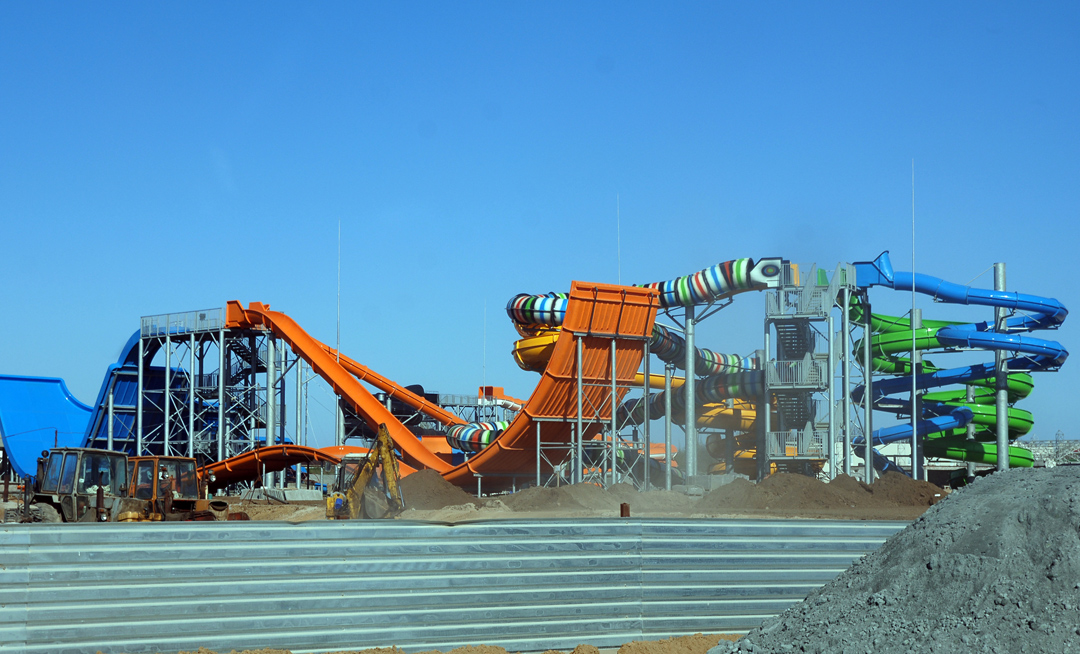
Parque acuático